# Francine Holley
Pour les articles homonymes, voir Holley.
Francine Holley, née Francine Trasenster, est une peintre belge née le 23 novembre 1919 à Liège (Belgique), et morte le 22 mai 2020 à Paris (France),.

## Biographie
Elle s'initie simultanément à la musique (Premier prix de piano à Liège) et aux arts plastiques auprès du peintre Mathilde Du Monceau (1937-1944) puis à l'Académie royale des Beaux-arts de Liège (1944-1945).
Première exposition personnelle à Liège en 1943 (sous le nom de Trasenster). En 1946, elle s’installe à Paris et épouse l'architecte Michel Holley.
Elle fréquente alors les ateliers d'André Lhote et de Fernand Léger (1947-1948). En 1950, elle fréquente les ateliers de Jean Dewasne et Edgard Pillet et produit ses premières toiles abstraites à tendance géométrique. En 1952, elle participe au salon des Réalités nouvelles à Paris. À partir de 1953 : elle expose à Paris (Galerie Arnaud) et dans plusieurs musées et galeries en France et en Belgique.
Francine Holley adhère au Groupe Belge Art Abstrait.
En 1956, elle expose à l'APIAW à Liège, puis en 1959 et en 1965.
À partir de 1955, son dessin devient plus complexe : les lignes s'amplifient, les formes s'épaississent, et elle diversifie sa matière, en utilisant de nouvelles techniques telles que la gouache, le collage, les pastels, les encres sur papier mouillé qu'elle utilise à partir de 1960, et qui lui apportent de nouvelles possibilités dans ses recherches picturales.
En 1962, l'architecte Raymond Lopez lui demande la création d'une fresque murale pour la décoration de l'entrée de l'École Technique Aéronautique de Ville d'Avray. Les années 1970 conduisent Francine Holley à s'intéresser à la musique d'un point de vue pictural alors que celle-ci a toujours tenu une place importante dans sa vie.
Le Musée des Beaux-Arts de Verviers, en Belgique, lui consacre en 1990 une rétrospective.
En 1995, une exposition lui est consacrée au Musée d'Art et d'Histoire de Meudon.
Une nouvelle étape apparaît à partir de 1998, avec des séries en noir et blanc où des formes plus simples, plus affirmées, plus synthétiques, apparaissent à nouveau et dans lesquelles la couleur s'estompe au profit de formes plus graphiques.
Le Musée du Donjon à Niort, et le Musée Roybet Fould de Courbevoie exposent en 2002 et 2003 «Peinture abstraite construite et musique» pour Francine Holley,  et "Peinture gestuelle et danse"  pour Kitty Holley. (Lydia Harambourg, «Francine et Kitty Holley jouent chacune leur partition», La Gazette de Drouot, 14 mars 2003).
En 2007, une rétrospective lui est consacrée au Musée Roybet Fould de Courbevoie. (Catalogue Francine Holley Trasenster, du figuratif à l'abstrait, oeuvres de 1936 à 2002, Alice Sfintesco, Patrick-Gilles Persin, éditions Art in progress, 2007).
En 2010, le Magritte Muséum de Bruxelles lui consacre aussi une rétrospective pour ses 90 ans.
En 2018, elle expose au Musée Marthe Donas à Ittre, en Belgique.

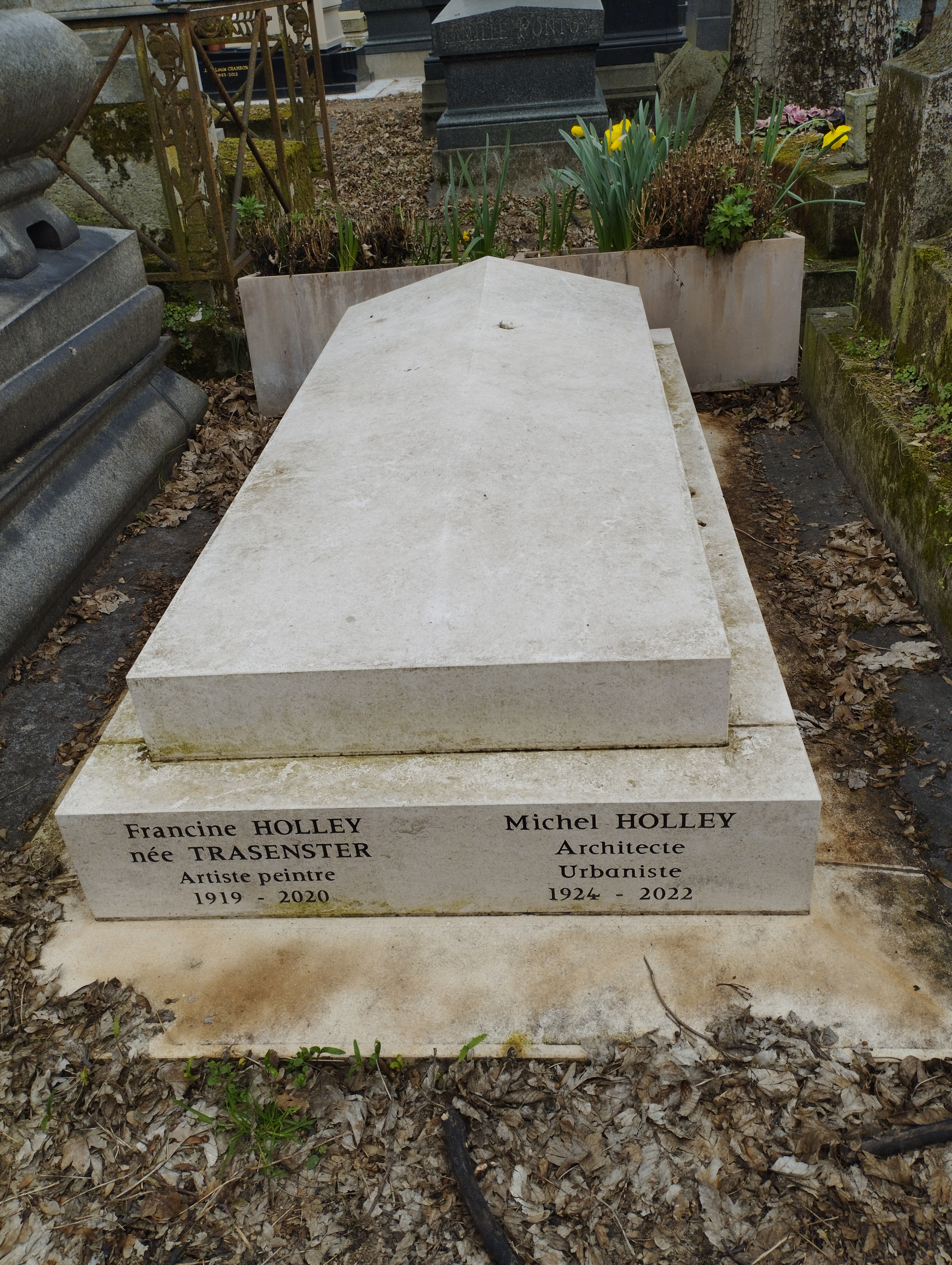
Tombe de Francine et Michel Holley au cimetière du Père-Lachaise (division 86).

L'année d'après, en 2019, une rétrospective est consacrée à Francine Holley pour l'inauguration du nouveau Musée d'Art Abstrait du Magritte Muséum de Jette, à Bruxelles.
A l'occasion de son centenaire, l'exposition «De mère en fille, trois générations d'artistes, Francine Holley, Kitty Holley, Alice Sfintesco» est organisée à la galerie Convergences à Paris.
Elle participe la même année à l'exposition «Femmes années 50. Au fil de l'abstraction, peinture et sculpture.» au Musée Soulages de Rodez.
La galerie Valérie Bach à la Patinoire Royale de Bruxelles lui consacre un hommage rétrospectif lors de l'exposition «Belgian Women, cinq femmes, cinq tempéraments, un pentacle, peinture belge abstraite d'après-guerre»  en 2020,.
Francine Holley a également réalisé plusieurs œuvres pour l'architecture, des décorations murales et des sculptures.

## Réalisations monumentales
- Décoration murale au casino du Pouliguen, 1953[2].
- Décoration en céramique École technique aéronautique de Ville d'Avray, 1962.
- Conception graphique de la dalle de Bobigny, 1971.
- Deux sculptures en polyester pour l'école Le Londeau à Noisy-le-Sec, 1974.
- Décoration murale Hall d'entrée immeuble Helsinki Paris 13e, 1978.

« Francine Holley se garde bien de s'enfermer dans les propositions d'un équilibre glacé. L'esprit de cette discipline, elle l'assimile pour s'en servir plus librement par la suite. Ainsi voyons-nous vers 1958 se substituer chez elle aux applications d'une polychromie rigidement organisée, des compositions plus souples dont les traits ordonnateurs s'intègrent en de calmes rapports noir et blanc »

— Michel Seuphor